# Ernst Martens (Politiker)
Ernst Martens (* 24. Juni 1883 in Butterburg, Landkreis Wesermarsch; † 11. Oktober 1981 in Nordenham) war ein deutscher Bauingenieur und Politiker (FDP). 1947 war er kurzzeitig im Kabinett von Hinrich Wilhelm Kopf Niedersächsischer Landesminister für Verkehr.

## Leben
Nach dem Besuch der Volks- und Privatschule in Esenshamm sowie der Oberrealschule in Oldenburg nahm Martens an der Technischen Hochschule Darmstadt ein Ingenieurstudium auf. Hier wurde er 1902 Mitglied der Darmstädter Burschenschaft Frisia. Unterbrochen wurde seine Ausbildung in den Jahren 1904/1905 durch seinen Militärdienst als Einjährig-Freiwilliger. 1907 schloss er das Studium mit der Diplom-Hauptprüfung im Fach Bauwesen ab und begann im Jahr darauf bei der Eisenbahndirektion Köln ein Referendariat als Regierungsbauführer, wo er auch nach dem bestandenen zweiten Staatsexamen als Regierungsbaumeister (Assessor) arbeitete.
Von 1914 bis 1916 diente er als Soldat im Ersten Weltkrieg. 1916 trat er in den Dienst des preußischen Ministeriums der öffentlichen Arbeiten, aus dem er aber bereits 1920 wieder ausschied, um in den Vorstand der Julius Berger Tiefbau AG zu wechseln. Kurz vor Ende des Zweiten Weltkriegs kehrte er im April 1945 in die Wesermarsch zurück und lebte als Landwirt auf seinem Bauernhof in Alt-Treuenfeld. Gleichzeitig begann er sich politisch zu engagieren.
Er übernahm ein Mandat im Kreistag des Landkreises Wesermarsch und diente 1946 kurzzeitig auch als Landrat des Kreises. Von Januar 1946 an war er als Abgeordneter der FDP Mitglied des Ernannten Landtags von Oldenburg. Nach der Gründung des Bundeslandes Niedersachsen war er zunächst Mitglied des Ernannten Landtages von Niedersachsen. Als Nachfolger des verstorbenen Theodor Tantzen holte ihn Ministerpräsident Kopf am 11. Februar 1947 als Minister für Verkehr in sein Kabinett. Dieses Amt übte er bis zum 11. Juni 1947 aus.
Nach den Landtagswahlen im Frühjahr 1947 gehörte Martens für eine Legislaturperiode dem Niedersächsischen Landtag an und diente dort von Juli bis Dezember 1947 als Vorsitzender des Verkehrsausschusses.

## Auszeichnungen
- 1953: Großes Verdienstkreuz der Bundesrepublik Deutschland
- 1958: Großes Verdienstkreuz mit Stern[2]